# Componente Terrestre del Ejército Belga

Bandera

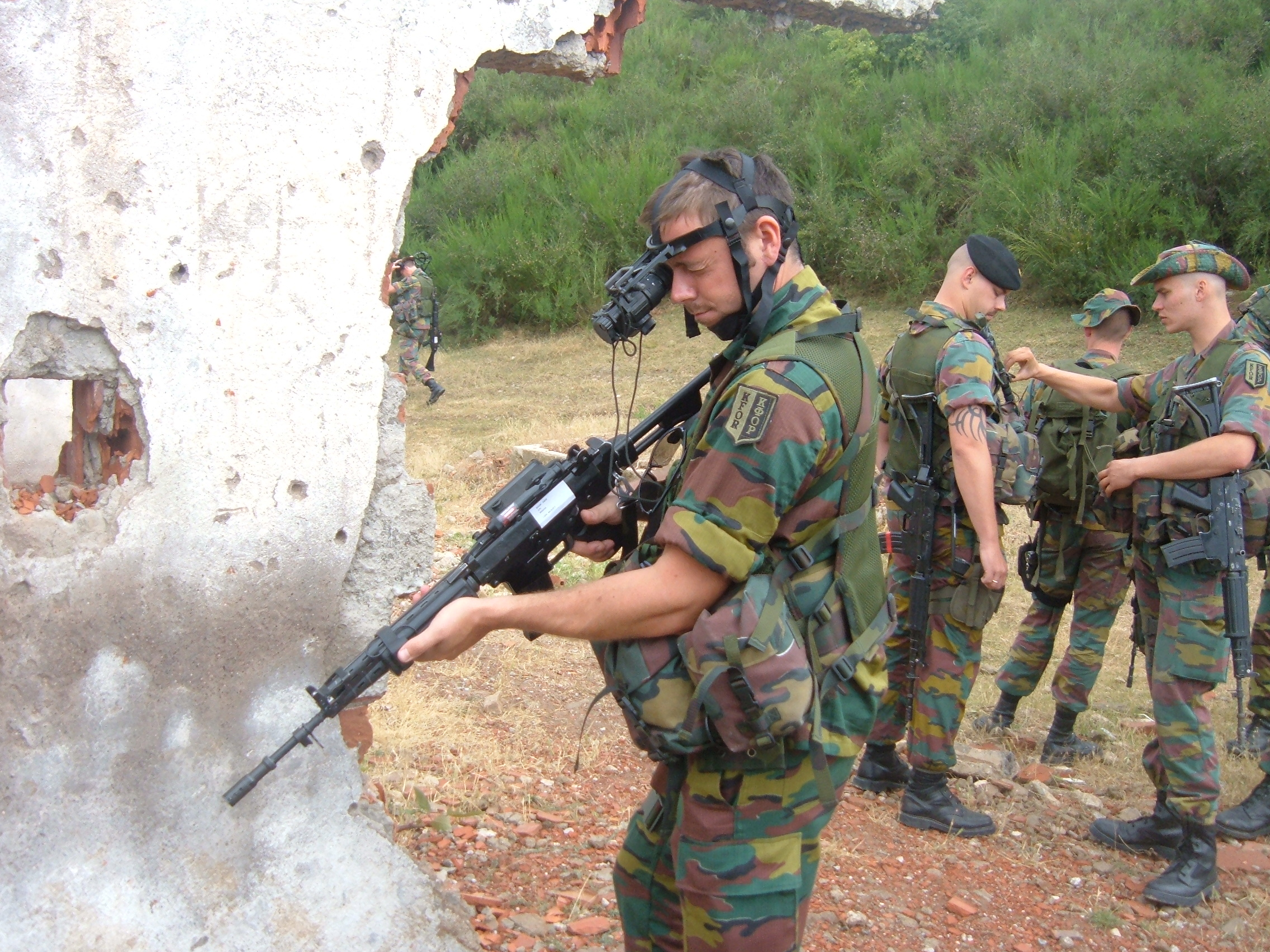
Soldados belgas con el fusil de asalto FN FNC.

Debido al alto grado de capacitación, el Ejército de Bélgica se ubica dentro de los más modernos y profesionales de Europa Occidental.
El Componente Terrestre (en francés: Composante terre, en neerlandés: Landcomponent, en alemán: Land Component) del Ejército Belga es el nombre que recibe el ejército de tierra de Bélgica desde 2002, anteriormente se denominaba Fuerza Terrestre. Su actual comandante es el mayor general Pierre Gérard (desde 2019). En caso de guerra el primer ministro asume la comandancia. Posee un total de 26.400 efectivos, más 2000 de cuerpo médico.

## Equipamiento

### Armas de Infantería y Artillería ligera
| Arma           | Tipo de Arma              | Calibre    | Cantidad en Servicio | Estado                                                       | Origen                            |
| -------------- | ------------------------- | ---------- | -------------------- | ------------------------------------------------------------ | --------------------------------- |
| Browning GP-35 | Pistola para uso personal | 9 x 19 mm. | N/D                  | En Uso                                                       | Bélgica                           |
| FN Five-seven  | Pistola                   | 5.7 mm FN  | N/D                  | Exclusivamente para el personal de pilotos.                  | Bélgica                           |
| FN P90         | Rifle                     | 5.7 mm FN  | N/D                  | En Uso con unidades Especiales                               | Bélgica                           |
| FN FNC         | rifle de asalto           | 5.56       | +100000              | En Uso                                                       | Bélgica                           |
| HAFLA          | Lanzallamas               | N/A        | N/D                  | En Uso                                                       | Alemania                          |
| MILAN          | misil antitanque          | 90 mm.     | N/D                  | En Uso                                                       | Francia/ Alemania/ España/ Italia |
| MBDA Mistral   | Misil tierra-aire         | 220 mm.    | N/D                  | En Uso en los aviones F-16 y otras aeronaves del inventario. | Francia/ Alemania/ España/ Italia |
| Mortero 120 RT | Mortero de campaña        | 120 mm.    | N/D                  | En Uso                                                       | Bélgica/ Estados Unidos           |
| Mortero M1     | Mortero de campaña        | 81 mm.     | N/D                  | En Uso                                                       | Estados Unidos                    |
| M19            | Mortero de Infantería     | 60 mm.     | N/D                  | En Uso                                                       | Estados Unidos                    |
| M6A2           | Mina antiblindados        | N/A        | N/D                  | En Uso (Reserva Estratégica).                                | Estados Unidos                    |

## Vehículos
| Vehículo                   | Imagen               | Tipo de Uso                                            | Cantidad en Servicio | Tipo de Vehículo                           | Tipo de Ejes      | Estado    | Origen                  |
| -------------------------- | -------------------- | ------------------------------------------------------ | -------------------- | ------------------------------------------ | ----------------- | --------- | ----------------------- |
| Leopard 1                  |                      | Carro de Combate                                       | 43                   | Carro de Combate Principal                 | Ejes sobre Orugas | En Retiro | Alemania                |
| YPR 765                    |                      | Vehículo blindado de combate de la infantería          | 98                   | Transporte blindado de personal artillado. | Ejes sobre orugas | En Uso    | Bélgica/ Estados Unidos |
| M113 MEDEVAC               |                      | Vehículo blindado de Sanidad                           | 150                  | Transporte blindado de personal            | Ejes sobre orugas | En Uso    | Estados Unidos          |
| M113A4                     |                      | Transporte blindado de personal                        | 434                  | Transporte blindado de personal            | Ejes sobre orugas | En Uso    | Estados Unidos          |
| BMW R 1150 RT              |                      | Motocicleta de la policía militar                      | N/D                  | Motocicleta convertida al uso Militar.     | de 2 ejes         | En Uso    | Alemania                |
| Scania T144/P124CB6x6HZ360 | Versión militarizada | Transporte de blindados (camabaja)                     | 24                   | Camión de 4 a 6 ejes                       | Ejes sobre ruedas | En Uso    | Suecia                  |
| URO VAMTAC                 |                      | Transporte de tropas ligero                            | +2400                | Vehículo Ligero multipropósito.            | Ejes sobre ruedas | En Uso    | España                  |
| Peugeot P4                 |                      | Vehículo de transporte de infantería y abastecimiento. | +500                 | Vehículo Ligero Multiusos                  | Ejes sobre ruedas | En Uso    | Francia                 |